# Euceraphis ontakensis
Euceraphis ontakensis är en insektsart som beskrevs av Sorin 1970. Euceraphis ontakensis ingår i släktet Euceraphis och familjen långrörsbladlöss. Inga underarter finns listade i Catalogue of Life.